# Костандово
Костандово (болг. Костандово) — город в Болгарии. Находится в Пазарджикской области, входит в общину Ракитово. Население составляет 4329 человек (2022).

## Политическая ситуация
В местном кметстве Костандово, в состав которого входит Костандово, должность кмета (старосты) исполняет Ясен Цанков Пашомов («ЛИДЕР») по результатам выборов правления кметства.
Кмет (мэр) общины Ракитово — Ангел Димитров Говедарски (независимый) по результатам выборов в правление общины.